# Hilaire Allaeys
Hilaire Allaeys (Woesten, 1873 — Antwerpen, 1934), ook Hilarius, was een Vlaams schrijver en tandarts. 

## Levensloop
Tijdens de Eerste Wereldoorlog schreef hij als journalist onder het pseudoniem Jan Van de Woestijne in De Belgische Standaard. Zo schreef hij als 11 juli-boodschap in 1915 "Den 11ste juli in den hemel", een brief die hij zogezegd had ontvangen van Amaat Vyncke. Deze brief werd gecensureerd door de Belgische censuur en werd opnieuw gepubliceerd in Dietsche Warande en Belfort in juli 1920, met opname van het deel dat werd uitgesneden door de censuur. 
Hij was ook een gerenommeerd tandarts, en hij publiceerde in verscheidene wetenschappelijke tijdschriften. Allaeys was in Antwerpen actief in de Vlaamse Beweging en richtte samen met Cyriel Rousseeu en August Borms de Vlaamsche Zangersgilde op, waar hij voorzitter was. Verder spande hij zich vanuit de organisatie Pro Westlandia in om Vlaamse kunstavonden te organiseren in Frans-Vlaanderen van 1912 tot en met 1914.

## Publicaties
- Onder het pseudoniem Herwin Eeckel schreef hij T'onzent in 't Westland, waarmee hij de Vijfjaarlijkse Prijs voor Letterkunde van de Provincie West-Vlaanderen in de wacht sleepte.
- Het vitaminenvraagstuk, zijn betekenis voor de biologie en de geneeskunde.